# Eliza Pollock
Eliza Pollock, född 1840, död 1919, var en amerikansk bågskytt. Hon vann brons i Bågskytte vid olympiska sommarspelen 1904. 